# Baureihe 170 (DR)
Baureihe 170 - elektryczny zespół trakcyjny wyprodukowany w 1959 roku dla kolei miejskiej w Berlinie. Wyprodukowano cztery zespoły trakcyjne. Pierwszy elektryczny zespół trakcyjny został zaprezentowany na wiosennych targach lipskich w 1959 roku w niebieskim malowaniu. Został wyprodukowany do podmiejskich pociągów pasażerskich na zelektryfikowanych liniach kolejki. Elektryczne zespoły trakcyjne pomalowano na kolor żółty i czerwony. Elektryczne zespoły trakcyjne były eksploatowane na kolei miejskiej do 1974 roku oraz zostały zezłomowane.